# Holoparamecus saulcyi
Holoparamecus saulcyi is een keversoort uit de familie zwamkevers (Endomychidae). De wetenschappelijke naam van de soort werd in 1870 gepubliceerd door Flaminio Baudi di Selve.